# Diócesis de Wagga Wagga
La diócesis de Wagga Wagga (en latín: Dioecesis Corvopolitana y en inglés: Roman Catholic Diocese of Wagga Wagga) es una circunscripción eclesiástica de la Iglesia católica en Australia. Se trata de una diócesis latina, sufragánea de la arquidiócesis de Sídney. Desde el 26 de mayo de 2020 su obispo es Mark Stuart Edwards, de los Misioneros Oblatos de María Inmaculada.

## Territorio y organización
La diócesis tiene 62 160 km² y extiende su jurisdicción sobre los fieles católicos de rito latino residentes en la parte sudoriental del estado de Nueva Gales del Sur, en donde se extiende desde Khancoban, al este, hasta Griffith y Yenda, al oeste.
La sede de la diócesis se encuentra en la ciudad de Wagga Wagga, en donde se halla la Catedral de San Miguel.
En 2023 en la diócesis existían 32 parroquias.

## Historia
La diócesis fue erigida el 28 de julio de 1917 mediante el breve Ut aucto Pastorum del papa Benedicto XV, obteniendo el territorio de la diócesis de Goulburn (hoy arquidiócesis de Camberra y Goulburn).
El 4 de noviembre de 2005 la Congregación para el Culto Divino y la Disciplina de los Sacramentos confirmó a santa Mary MacKillop como patrona principal de la diócesis.

## Estadísticas
Según el Anuario Pontificio 2024 la diócesis tenía a fines de 2023 un total de 58 388 fieles bautizados.
| Año                                                                             | Población            | Población | Población      | Sacerdotes | Sacerdotes    | Sacerdotes    | Bautizados por sacerdote | Diáconos permanentes | Religiosos | Religiosos | Parroquias |
| Año                                                                             | Bautizados católicos | Total     | % de católicos | Total      | Clero secular | Clero regular | Bautizados por sacerdote | Diáconos permanentes | Varones    | Mujeres    | Parroquias |
| ------------------------------------------------------------------------------- | -------------------- | --------- | -------------- | ---------- | ------------- | ------------- | ------------------------ | -------------------- | ---------- | ---------- | ---------- |
| 1950                                                                            | 24 000               | 108 000   | 22.2           | 41         | 41            |               | 585                      |                      | 18         | 213        | 21         |
| 1966                                                                            | 41 000               | 150 000   | 27.3           | 63         | 59            | 4             | 650                      |                      | 29         | 253        | 29         |
| 1968                                                                            | 42 147               | 151 000   | 27.9           | 57         | 54            | 3             | 739                      |                      | 32         | 249        | 30         |
| 1980                                                                            | 56 650               | 171 920   | 33.0           | 51         | 48            | 3             | 1110                     |                      | 31         | 207        | 30         |
| 1990                                                                            | 61 000               | 202 000   | 30.2           | 44         | 44            |               | 1386                     |                      | 18         | 180        | 30         |
| 1999                                                                            | 62 000               | 206 000   | 30.1           | 55         | 48            | 7             | 1127                     |                      | 14         | 123        | 31         |
| 2000                                                                            | 62 000               | 206 000   | 30.1           | 55         | 44            | 11            | 1127                     |                      | 24         | 107        | 31         |
| 2001                                                                            | 62 000               | 206 000   | 30.1           | 55         | 44            | 11            | 1127                     |                      | 27         | 107        | 31         |
| 2002                                                                            | 62 000               | 206 000   | 30.1           | 57         | 46            | 11            | 1087                     |                      | 27         | 115        | 31         |
| 2003                                                                            | 62 000               | 206 000   | 30.1           | 52         | 44            | 8             | 1192                     |                      | 18         | 115        | 31         |
| 2004                                                                            | 62 000               | 206 000   | 30.1           | 57         | 51            | 6             | 1087                     |                      | 17         | 110        | 31         |
| 2010                                                                            | 64 800               | 218 000   | 29.7           | 72         | 59            | 13            | 900                      |                      | 19         | 99         | 31         |
| 2014                                                                            | 66 228               | 202 000   | 32.8           | 49         | 44            | 5             | 1351                     |                      | 12         | 87         | 31         |
| 2017                                                                            | 65 440               | 199 400   | 32.8           | 50         | 45            | 5             | 1308                     | 1                    | 12         | 79         | 32         |
| 2020                                                                            | 60 674               | 205 332   | 29.5           | 52         | 47            | 5             | 1166                     | 1                    | 19         | 73         | 32         |
| 2022                                                                            | 62 960               | 209 000   | 30.1           | 48         | 43            | 5             | 1311                     | 1                    | 15         | 64         | 32         |
| 2023                                                                            | 58 388               | 219 967   | 26.5           | 47         | 42            | 5             | 1242                     | 1                    | 14         | 65         | 32         |
| Fuente: Catholic-Hierarchy, que a su vez toma los datos del Anuario Pontificio. |                      |           |                |            |               |               |                          |                      |            |            |            |

## Episcopologio
- Joseph Wilfrid Dwyer † (14 de marzo de 1918-11 de octubre de 1939 falleció)
- Francis Augustin Henschke † (16 de noviembre de 1939-24 de febrero de 1968 falleció)
- Francis Patrick Carroll † (24 de febrero de 1968 por sucesión-25 de junio de 1983 nombrado arzobispo de Camberra y Goulburn)
- William John Brennan † (16 de enero de 1984-5 de febrero de 2002 renunció)
- Gerard Joseph Hanna (5 de febrero de 2002-12 de septiembre de 2016 renunció)
  - Sede vacante (2016-2020)[nota 1]
- Mark Stuart Edwards, O.M.I., desde el 26 de mayo de 2020